# Wu Xi
Dans ce nom chinois, le nom de famille, Wu, précède le nom personnel.
Wu Xi (en chinois : 吴曦), né le 19 février 1989 à Shijiazhuang en Chine, est un footballeur international chinois, qui évolue au poste de milieu offensif.

## Biographie

### Carrière en club
Avec les clubs de Shanghai Shenhua et du Jiangsu Suning, Wu Xi dispute 17 matchs en Ligue des champions, pour deux buts inscrits.

### Carrière internationale
Wu Xi compte 41 sélections et 2 buts avec l'équipe de Chine depuis 2011.
Il est convoqué pour la première fois en équipe de Chine par le sélectionneur national Gao Hongbo, pour un match des éliminatoires de la Coupe du monde 2014 contre le Laos le 28 juillet 2011. Le match se solde par une victoire 6-1 des Chinois.
Le 15 octobre 2013, il inscrit son premier but en sélection contre l'Indonésie, lors d'un match des éliminatoires de la Coupe d'Asie 2015. La rencontre se solde par un match nul de 1-1.
Il fait partie de la liste des 23 joueurs chinois sélectionnés pour disputer la Coupe d'Asie de 2015 en Australie, où son pays atteint les quarts de finale. Il dispute 4 rencontres durant le tournoi.

## Palmarès

### En club
- Avec le Jiangsu Suning
  - Vainqueur de la Coupe de Chine en 2015
  - Vainqueur de la Supercoupe de Chine en 2013
  - Vainqueur de la Champion de Chine en 2020

### Distinctions personnelles
- Membre de l'équipe-type de la Chinese Super League en 2015 et 2016

## Statistiques

### Buts en sélection
Le tableau suivant liste tous les buts inscrits par Wu Xi avec l'équipe de Chine.